# Synpalamides phalaris
Synpalamides phalaris is een vlinder uit de familie Castniidae. De wetenschappelijke naam van de soort is, als Papilio phalaris, in 1793 door Johann Christian Fabricius gepubliceerd. De synoniemen in dit artikel zijn volgens Lamas (1995).
De soort komt voor in het Neotropisch gebied. De larven leven op Guzmania en Bromelia.

## Synoniemen
- Synpalamides mimon Hübner, 1823
- Castnia mygdon Dalman, 1824
- Castnia subvaria Walker, 1854
- Castnia dionaea Hopffer, 1856
- Castnia albofasciata Schaufuss, 1870
- Castnia argus Boisduval, 1875
- Castnia klugii Boisduval, 1875, nomen nudum
- Castnia musarum Westwood, 1877, nomen nudum
- Castnia sora Druce, 1896
- Castnia signata Talbot & Prout, 1919